# 2020 VT4
2020 VT4는 근지구 천체로, 2020년 11월 13일 17시 20분(UTC)에 지표면에서 약 370km 상공을 지나갔다. 이 소행성은 지구와의 최접근점을 통과한 이후 약 15시간 뒤 마우나로아 천문대에서 실시된 소행성 지상충돌 최종 경보 시스템(ATLAS)에 의해 발견되었다.
지구로의 접근에 인해 2020 VT4의 궤도는 원래의 아폴로형 궤도에서 아텐형 궤도로 변경되었으며, 이로 인해 태양을 공전하는 주기가 1.5년에서 0.86년으로 짧아지게 되었다.
2020 VT4는 유성으로 변한 소행성을 제외하면, 현재까지 지구에 가장 근접하여 통과한 소행성이 된다. 2020 VT4 소행성은 지표면에서 약 3,000km 높이를 통과한 2020 QG와 약 5,500km 높이를 통과한 2011 CQ1보다도 지구에 더 가까이 접근하였다.
절대등급을 28.7이라고 가정을 할 때 2020 VT4의 지름은 약 5~10미터로 추정된다. 만약 이 소행성이 지구에 충돌을 했다면 대기권 진입 중 대부분이 분해되었을 것이며, 일반적인 운석 산포구(strewn field, 散布區)를 남겼을 가능성이 있다.

## 발견
2020 VT4는 2020년 11월 14일 하와이 마우나로아 천문대에서 소행성 지상충돌 최종 경보 시스템(ATLAS) 탐사에 의해 발견되었다. 이 소행성은 지구에 가장 접근한 시간 이후 15시간 만에 발견되었으며, 겉보기등급 17.3의 밝기로 화로자리를 기준으로 시간 당 약 0.28° 속도로 이동하였다. 발견 당시 2020 VT4는 지구로부터 약 0.003AU(450,000 km) 떨어져 있었으며, 이각은 134°였다.
발견 사실은 소행성체 센터(MPC)의 근지구천체 확인 페이지(Near-Earth Object Confirmation Page, NEOCP)에 명칭 A10sHcN으로 보고되었다. 이후 갈하신 로보틱 망원경(Galhassin Robotic Telescope, GRT), 아이텔레스코프 관측소(iTelescope Observatory), 글렌리 관측소(Glenlee Observatory)에서 추가 추적 관측이 이루어져 소행성의 초기 궤도 계산이 정밀화되었다. 또한, 이 소행성은 ATLAS-MLO에 의해 발견되기 한 시간 전에 즈위키 과도현상 관측소(Zwicky Transient Facility)의 관측 자료에서도 식별되었다. 소행성은 이후 소행성센터에 의해 공식적으로 확인되었으며, 2020년 11월 14일 임시 명칭 2020 VT4로 발표되었다.

## 궤도 및 분류
2020 VT4는 현재 지구와 교차하는 아텐형 궤도를 따라 공전하고 있으며, 궤도 긴반지름은 0.908 AU(1억 3,600만 km)이고, 공전 주기는 약 0.86년, 즉 316일이다. 근일점 거리는 0.724 AU, 원일점 거리는 1.092 AU로, 이 소행성의 궤도는 금성과 지구 궤도 사이를 오가며, 두 행성과의 근접이 가끔 발생할 수 있다. 여기서 금성과 지구와의 최소 궤도 교차 거리(MOID)는 각각 약 0.0351 AU(5,250,000 km), 0.0002 AU(30,000 km)이다. 2020 VT4의 궤도 이심률은 0.203이며, 황도면에 대한 궤도 경사는 10.2도이다.
2020년 11월 13일 지구와의 접근 이전까지 2020 VT4는 지구와 화성 궤도를 가로지르는 아폴로형 궤도를 따라 공전하였다. 이 당시 근일점 거리는 0.989 AU였고, 궤도 반장축은 1.31 AU(1억 9,600만 km)로, 공전 주기는 약 1.5년, 즉 550일이었다. 궤도 이심률은 0.246이었고, 궤도 경사는 12.9도였다.
NASA 제트 추진 연구소(JPL)의 소천체 데이터베이스(Small-Body Database)는 여전히 2020년 5월 31일(JD 2459000.5) 기준의 아폴로형 궤도를 제공하고 있으며, 이는 지구와의 접근 이전 상태를 반영한 것이다. 중력 교란을 제외한 이 궤도 요소에 따르면, 해당 소행성은 지구를 지난 후 약 19시간 뒤에 근일점을 통과했을 것으로 추정된다.
| 변수            | 역기점     | 공전 주기 (P) | 원일점 (Q) | 근일점 (q) | 긴반지름 (a) | 이심률 (e) | 궤도 경사 (i) |
| 단위            |            | (일)          | AU         | AU         | AU           |            | (°)           |
| --------------- | ---------- | ------------- | ---------- | ---------- | ------------ | ---------- | ------------- |
| 프리 플라이바이 | 2020-05-31 | 549.2         | 1.636      | 0.989      | 1.313        | 0.2462     | 12.909°       |
| 플라이바이 이후 | 2020-12-17 | 315.9         | 1.092      | 0.724      | 0.908        | 0.2028     | 10.161°       |

### 2020년 플라이바이
2020년 11월 13일, 2020  VT4는 발견되기 약 15시간 전에 UTC 기준 17시 20분경 남태평양 상공 약 373 ± 25km 지점을 지나갔다. 이때 소행성의 하늘 상 위치는 태양과 매우 가까웠으며, 태양과의 이각은 최소 36도에 불과하여 지상 망원경으로는 관측이 불가능한 상태였다. 2020  VT4는 어스그레이징 유성을 제외하면, 지구에 가장 가까이 접근한 것으로 알려진 소행성이다. 이는 각각 약 3,000km 및 5,500km까지 접근했던 2020 QG와 2011 CQ1보다도 더 가까운 거리이다.
| 소행성 이름 | 날짜 및 시간     | 지표면으로부터 거리 | 접근 거리 오차 | 관측 기간         | 참고   |
| ----------- | ---------------- | ------------------- | -------------- | ----------------- | ------ |
| 2004 FU162  | 2004-03-31 15:35 | 6535 km             | ±13000 km      | 1일 (4회 관측)    | 데이터 |
| 2008 TS26   | 2008-10-09 03:30 | 6260 km             | ±970 km        | 1일 (19회 관측)   | 데이터 |
| 2011 CQ1    | 2011-02-04 19:39 | 5474 km             | ±5 km          | 1일 (35회 관측)   | 데이터 |
| 2019 UN13   | 2019-10-31 14:45 | 6235 km             | ±189 km        | 1일 (16회 관측)   | 데이터 |
| 2020 QG     | 2020-08-16 04:09 | 2939 km             | ±11 km         | 2일 (35회 관측)   | 데이터 |
| 2020 VT4    | 2020-11-13 17:21 | 368 km              | ±11 km         | 5일 (34회 관측)   | 데이터 |
| 2021 UA1    | 2021-10-25 03:07 | 3049 km             | ±10 km         | 1일 (22회 관측)   | 데이터 |
| 2023 BU     | 2023-01-27 00:29 | 3589 km             | ±<1 km         | 10일 (231회 관측) | 데이터 |

## 같이 보기
- 2021 UA1
- 어스그레이징 유성